# Głębokie (Miedzyn)
Głębokie (nazwa przejściowa – Korniewo) – przysiółek wsi Miedzyn w Polsce, położony w województwie zachodniopomorskim, w powiecie pyrzyckim, w gminie Lipiany. 
W latach 1975–1998 przysiółek administracyjnie należałn do województwa szczecińskiego.